# Bullecourt
Bullecourt é uma comuna francesa na região administrativa de Altos da França, no departamento de Pas-de-Calais. Estende-se por uma área de 6,43 km². Em 2010 a comuna tinha 235 habitantes (densidade: 36,5 hab./km²).